# Picnoclina
Una picnoclina és una capa d'aigua en la qual s'evidencia un canvi sobtat en la seua densitat vinculat amb la profunditat. En els ecosistemes d'aigua dolça, tals com els llacs, aquest canvi en la densitat és causat bàsicament per modificacions en la temperatura, mentre que en els ecosistemes marins, com els oceans, el canvi pot ser causat tant per canvis en la temperatura com per canvis en la salinitat de l'aigua.